# Tiefenbronner Seewiesen
Tiefenbronner Seewiesen ist ein mit Verordnung des Regierungspräsidiums Karlsruhe vom 16. Dezember 1987 ausgewiesenes Naturschutzgebiet mit der Nummer 2.108.

## Lage
Das Naturschutzgebiet befindet sich im Naturraum Obere Gäue und liegt etwa 1000 Meter südöstlich von Tiefenbronn. Das Schutzgebiet liegt in einer Aue, die vom Stadelbach und dessen Zufluss Seegraben durchzogen wird. Es ist Teil des FFH-Gebiets Nr. 7218-341 Calwer Heckengäu. Im Südosten grenzt es an das Naturschutzgebiet Betzenbuckel und im Südwesten, Süden sowie Nordosten wird es vom Landschaftsschutzgebiet Tiefenbronn-Biet (Nr. 2.36.040) flankiert.  

## Schutzzweck
Laut Verordnung ist der Schutzzweck die Erhaltung und Entwicklung
- eines Feuchtbiotops aus wissenschaftlichen und ökologischen Gründen als vielfältiger Lebensraum und Rastplatz seltener und vom Aussterben bedrohter Vogelarten,
- eines geologisch bedeutsamen Steinbruchs an der Schichtgrenze von oberem Buntsandstein und unterem Muschelkalk, und
- von versaumten Halbtrockenrasen.

## Flora und Fauna
Im Gebiet gedeihen die Blühpflanzen Echtes Labkraut, Knöllchen-Steinbrech, Wiesensalbei und Schlangen-Knöterich. Über 100 Vogelarten wurden beobachtet, etwa 40 davon brüten hier. Darunter sind gefährdete Arten wie Dorngrasmücke, Neuntöter, Rebhuhn und Wachtel. 17 Heuschreckenarten wurden nachgewiesen, darunter die selten gewordene Sumpfschrecke.